# Хармынка
Хармынка (в старину Хорминка) — деревня в Гордеевском районе Брянской области, в составе Уношевского сельского поселения. Расположена в 6 км к северу от села Уношево, на левом берегу Беседи. Население — 147 человек (2010).

## История
Основана около 1720 года как слобода, владение Киево-Печерской лавры, в составе Попогорской волости (на территории Новоместской сотни Стародубского полка); казачьего населения не имела.
С 1782 по 1921 год в Суражском уезде (с 1861 — в составе Заборской волости); в 1921—1929 в Клинцовском уезде (та же волость).
С 1929 года в Гордеевском районе, а в период его временного расформирования — в Клинцовском (1963—1966), Красногорском (1967—1985) районе. До 1959 года — центр Хармынского сельсовета.